# West-Cappel
West-Cappel est une commune française, située dans le département du Nord en région Hauts-de-France.

## Géographie

### Situation

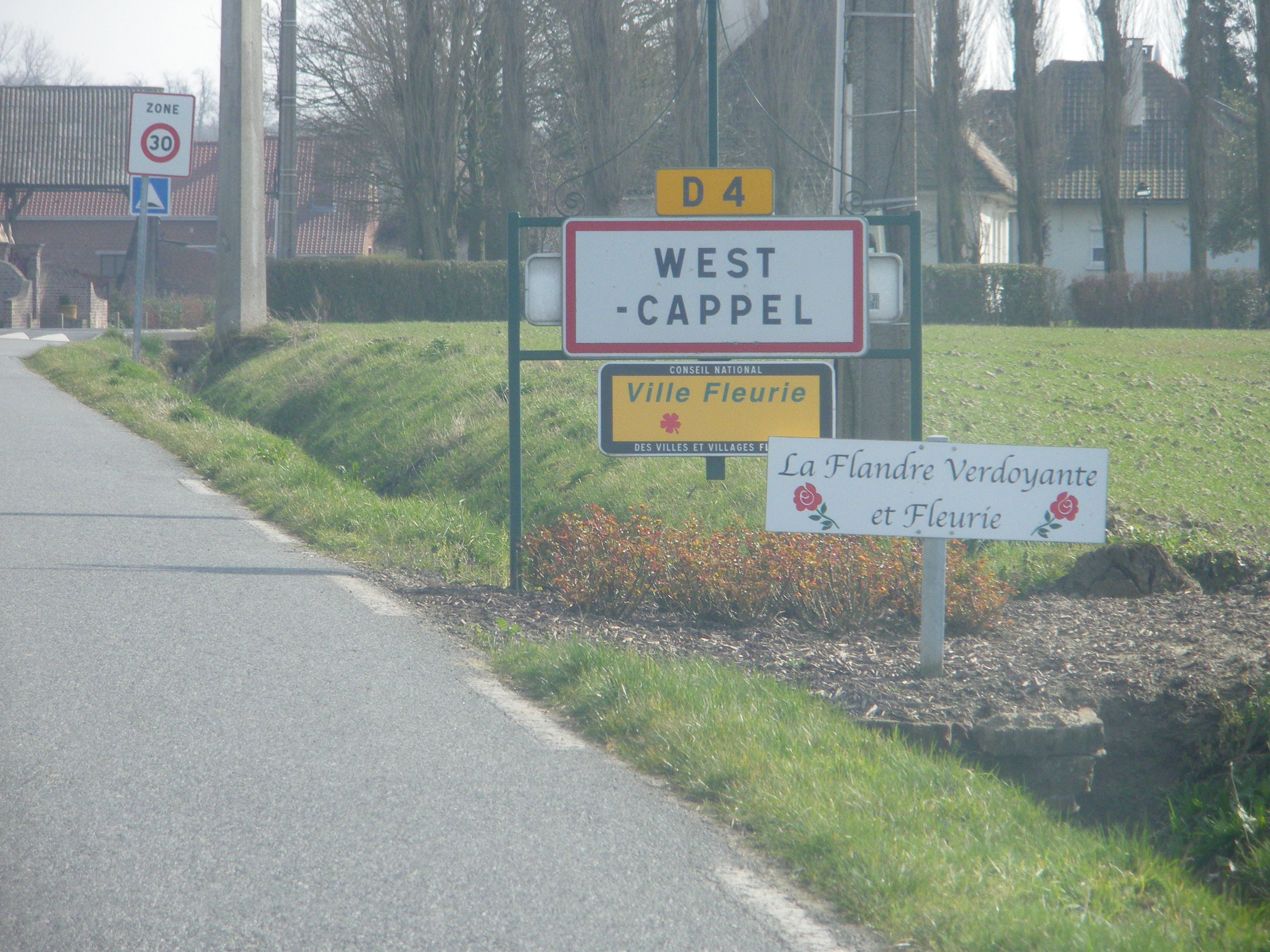
Une entrée de la commune.

West-Cappel est une commune rurale de la Flandre française. De faible altitude (de 1 à 20 m), une petite partie de la commune fait partie de la plaine maritime flamande, qui est une plaine de très faible altitude, inférieure à 5 m pour l'essentiel, régulièrement plate, dont une partie se situe sous le niveau des plus hautes marées. Elle est composée d'alluvions marines silico-calcaires qui reposent sur un lit de tourbe. C'est une partie de la plaine de Flandre, qui est plus vaste.
Cette plaine continue bien au-delà de la frontière, sur tout le long du littoral de la Belgique, dans la Région flamande, et jusqu'à l'estuaire de l'Escaut (à Anvers). Elle passe par une portion des Pays Bas : la Flandre zélandaise. Si au nord sa limite est le littoral, au sud sa limite est essentiellement constituée par le début de bas plateaux argilo-sableux et limoneux dont fait partie le « Houtland » en Flandre flamingante française.
Cette plaine s'est formée par la sédimentation marine lors des épisodes fréquents d'inondation quasi complète de cette plaine par la mer jusqu'aux périodes historiques récentes. Au fil des invasions marines, les sédiments ont relevé le niveau du fond jusqu'à le faire quasiment émerger.
Durant les dernières périodes d'inondations marines, ce qui est aujourd'hui la plaine maritime flamande était alors occupé par une mer peu profonde avec de nombreux bancs de sable et de vase qui émergeaient à marée basse, séparé de la mer du Nord par un cordon dunaire formant des petites îles à l'emplacement du littoral actuel, sur lesquelles des bourgs et des abbayes se sont élevées au Moyen Âge.
Le village est situé à 15 km du rivage de la mer du Nord et de la ville de Dunkerque, à 7 km, tant de Bergues au nord-ouest, que de la frontière belge, à l'est (Province de Flandre Occidentale dont Bruges est le chef-lieu).

### Communes limitrophes
Les communes qui l'entourent sont Bambecque (à 4 km), Rexpoëde (à 3 km), Warhem (à 8 km), Wormhout et Quaëdypre (à 7 km).
|           | Warhem      | Rexpoëde  |
| Quaëdypre | West-Cappel |           |
| Wylder    | Wormhout    | Bambecque |

### Hydrographie

#### Réseau hydrographique
La commune est située dans le bassin Artois-Picardie. Elle est drainée par l'Yser et la Kluythouck Becque,,.
L'Yser est un cours d'eau transfrontalier franco-belge, d'une longueur de 70 km en France, prend sa source dans la commune de Buysscheure. Il s'écoule vers la Mer du Nord, en traversant les Flandres française et belge, et s'y jette à Nieuport en Belgique, dans un estuaire très artificialisé. Les caractéristiques hydrologiques de l'Yser sont données par la station hydrologique située sur la commune. Le débit moyen mensuel est de 1,9 m3/s. Le débit moyen journalier maximum est de 57,129 novembre 202 166,7 m3/s, atteint le même jour.

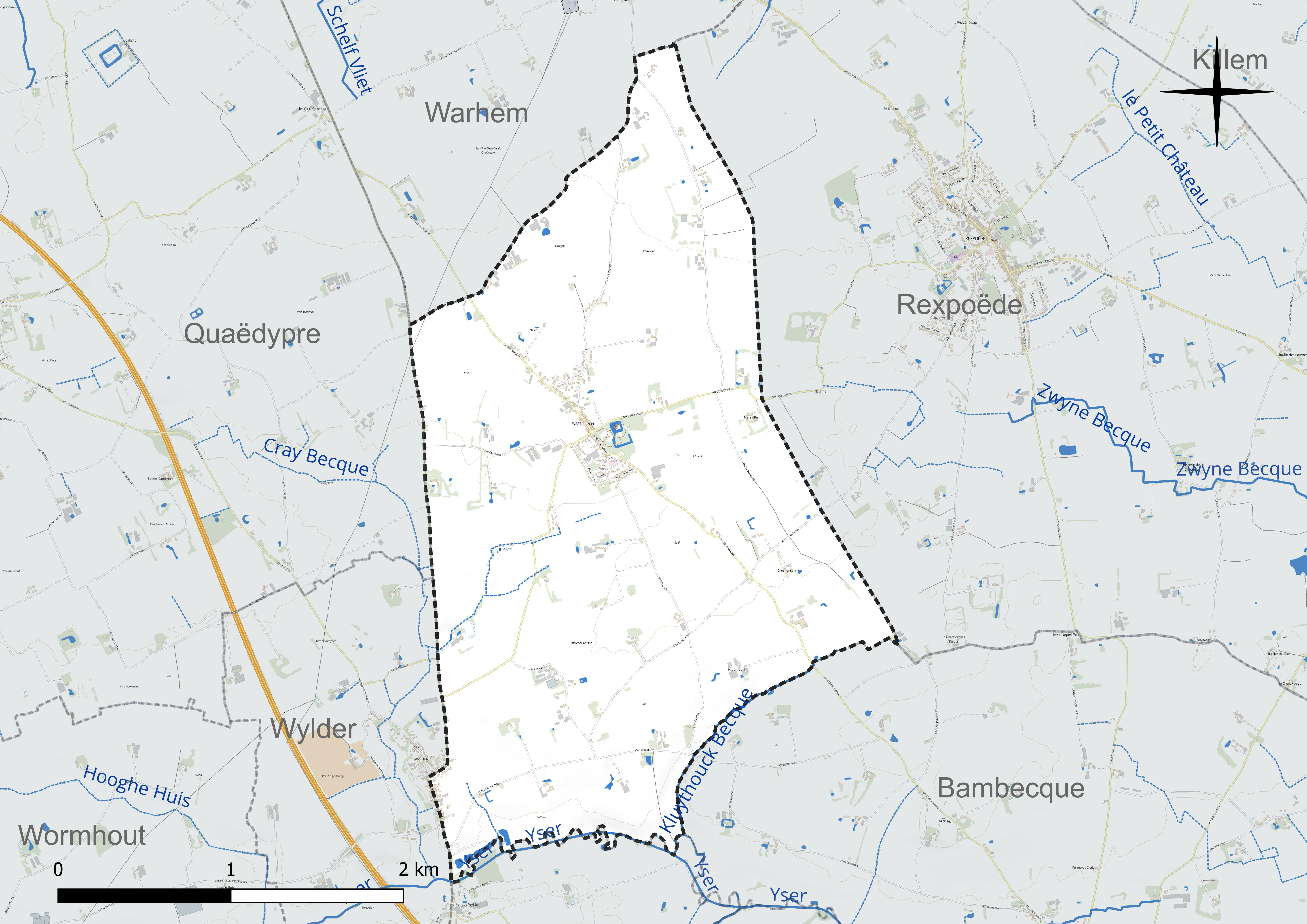
Réseau hydrographique de West-Cappel.

#### Gestion et qualité des eaux
Le territoire communal est couvert par le schéma d'aménagement et de gestion des eaux (SAGE) « Yser ». Ce document de planification concerne un territoire de 381 km2 de superficie, délimité par le bassin versant de l'Yser en France. Le périmètre a été arrêté le 8 novembre 2005 et le SAGE proprement dit a été approuvé le 30 novembre 2016. La structure porteuse de l'élaboration et de la mise en œuvre est l'Union syndicale d'aménagement hydraulique du Nord (USAN). 
La qualité des cours d'eau peut être consultée sur un site dédié géré par les agences de l'eau et l'Agence française pour la biodiversité. 

### Climat
Pour des articles plus généraux, voir Climat des Hauts-de-France et Climat du Nord.
En 2010, le climat de la commune est de type climat océanique altéré, selon une étude du CNRS s'appuyant sur une série de données couvrant la période 1971-2000. En 2020, Météo-France publie une typologie des climats de la France métropolitaine dans laquelle la commune est exposée à un climat océanique et est dans la région climatique  Côtes de la Manche orientale, caractérisée par un faible ensoleillement (1 550 h/an) ; forte humidité de l'air (plus de 20 h/jour avec humidité relative > 80 % en hiver), vents forts fréquents. 
Pour la période 1971-2000, la température annuelle moyenne est de 10,6 °C, avec une amplitude thermique annuelle de 13,7 °C. Le cumul annuel moyen de précipitations est de 721 mm, avec 12,4 jours de précipitations en janvier et 8,2 jours en juillet. Pour la période 1991-2020, la température moyenne annuelle observée sur la station météorologique la plus proche, située sur la commune de Steenvoorde à 14 km à vol d'oiseau, est de 11,2 °C et le cumul annuel moyen de précipitations est de 727,8 mm,. Pour l'avenir, les paramètres climatiques de la commune estimés pour 2050 selon différents scénarios d'émission de gaz à effet de serre sont consultables sur un site dédié publié par Météo-France en novembre 2022.

## Urbanisme

### Typologie
Au 1er janvier 2024, West-Cappel est catégorisée commune rurale à habitat dispersé, selon la nouvelle grille communale de densité à sept niveaux définie par l'Insee en 2022.
Elle est située hors unité urbaine. Par ailleurs la commune fait partie de l'aire d'attraction de Dunkerque, dont elle est une commune de la couronne,. Cette aire, qui regroupe 66 communes, est catégorisée dans les aires de 200 000 à moins de 700 000 habitants,.

### Occupation des sols
L'occupation des sols de la commune, telle qu'elle ressort de la base de données européenne d'occupation biophysique des sols Corine Land Cover (CLC), est marquée par l'importance des territoires agricoles (100 % en 2018), une proportion identique à celle de 1990 (100 %). La répartition détaillée en 2018 est la suivante : 
terres arables (98,7 %), prairies (1,3 %). L'évolution de l'occupation des sols de la commune et de ses infrastructures peut être observée sur les différentes représentations cartographiques du territoire : la carte de Cassini (XVIIIe siècle), la carte d'état-major (1820-1866) et les cartes ou photos aériennes de l'IGN pour la période actuelle (1950 à aujourd'hui).

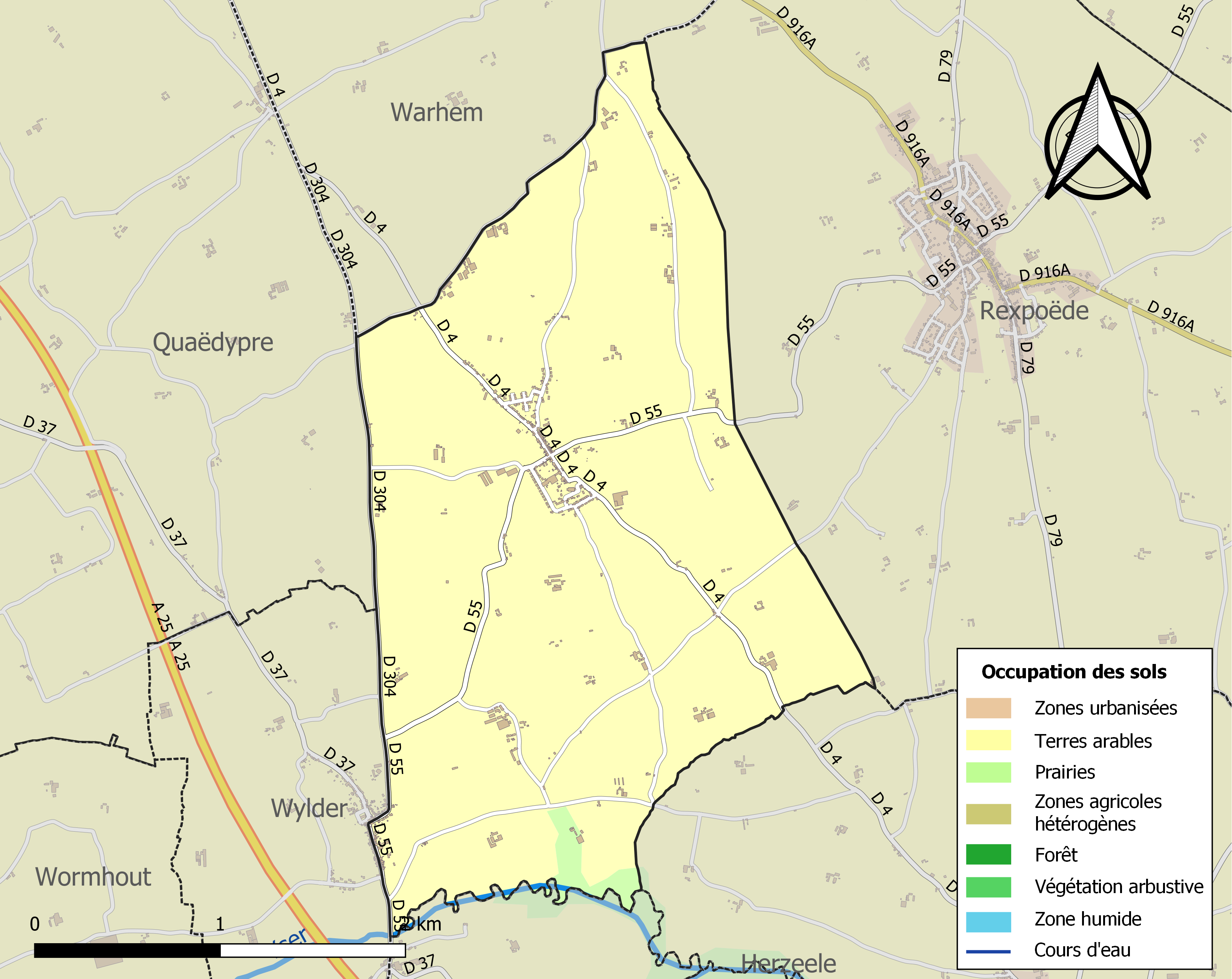
Carte des infrastructures et de l'occupation des sols de la commune en 2018 (CLC).

## Toponymie
Le nom de la localité est attesté sous les formes Arnuldi Capella en 1123, Arnouds Capple en 1328, Arnouts Capple (Arnulphi Capella) au XIVe siècle en 1372, West-Cappel en 1405.
West Kapel en flamand.
En néerlandais moderne  West, signifie ouest et Kapel est une chapelle.
West-Cappel doit être opposé à Oost-cappel, tous deux villages situés près d'une chapelle, une chapelle primitive de 1160 située près de ces deux sites. West-Cappel est simplement à l' « ouest de la Chapelle ».

## Histoire
Situé à cheval entre le « Houtland » et le « Blootland » (pays nu, par opposition au « Houtland », pays des forêts), le village qui faisait partie de la châtellenie de Bergues, à l'intérieur du comté de Flandre sera successivement  français (863), bourguignon (1385), puis espagnol (1526), avant de redevenir définitivement français au XVIIe siècle sous Louis XIV avec le traité d'Aix-la-Chapelle (1668). La langue vernaculaire restera le flamand jusqu'au XXe siècle.
Un château y est construit au XIVe siècle. Il est l'œuvre des seigneurs de Capple, Capple étant la seigneurie principale sur la paroisse de West-Cappel. Mais il perd l'essentiel de son appareil défensif au cours de la Révolution française  et fait en outre l'objet de transformation à la fin du XIXe siècle.
En 1551, Claude d'Hallwin, seigneur de Bambecque, sire de Nieurlet, est « capitaine de la ville de Dunkerque » pour le compte de l'Espagne, alors détentrice de la région. Il possède un château à West-Cappel où il se trouve lorsque la France prend en 1557 Calais, jusque là anglaise, et alors qu'une épidémie de peste, amenée par une flotte espagnole sévit à Dunkerque. On le prie alors de rejoindre son poste.
West Cappel faisait partie de la châtellenie de Bergues.
Du point de vue religieux, la commune était située dans le diocèse de Thérouanne puis dans le diocèse d'Ypres, doyenné de Bergues.

### Première guerre mondiale
Pendant la première guerre mondiale, en 1915-1916 notamment, West-Cappel est une des communes avec Hondschoote, Wormhout, Wylder, Bambecque, Socx, Killem, Oost-Cappel, Warhem, Herzeele, Quaëdypre, Bissezeele à faire partie du commandement d'étapes installé à Rexpoëde, c'est-à-dire un élément de l'armée organisant le stationnement de troupes, comprenant souvent des chevaux, pendant un temps plus ou moins long, sur les communes dépendant du commandement, en arrière du front. La commune dépend également en 1917-1918 du commandement d'étapes installé à Bergues.
Le 13 novembre 1915, un incendie s'est déclaré dans une ferme du village, où étaient cantonnées des troupes (bataillon d'Afrique). Des secours sont intervenus, venant de Rexpoëde avec la pompe, mais trop tard : les bâtiments de la ferme étaient encore construits en chaume et il n'en reste que des décombres. Selon l'enquête, le sinistre ne serait pas dû à une négligence des troupes mais aurait une cause fortuite.
Le 8 janvier 1917, des troupes canadiennes sont accueillies à West-Cappel.
Le 24 février 1917, est annoncée à West-Cappel l'arrivée de prisonniers allemands qui doivent venir aider les Anglais à doubler la ligne de chemin de fer Bergus-Proven. Les Anglais organisent un camp situé à 1 km au nord-est de West-Cappel dans un champ.
Le 3 mars 1917, a été interpellé à West-Cappel, un homme à l'allure suspecte, soupçonné d'espionnage. L'interrogatoire a révélé qu'il s'agit d'un déserteur belge, François Laumons. Il a été remis à la gendarmerie belge.
Le 24 mars 1917, un obus non éclaté est tombé dans une prairie de la commune. Les artilleurs de l'arsenal de Bergues sont chargés de le prendre en charge pour l'enlever.
Début août 1917, une compagnie de travailleurs (membres de l'arme du génie) anglais (5 officiers, 437 hommes) et deux compagnies de travailleurs canadiens (7 officiers, 466 hommes) se sont installées sous des tentes, dans les environs de la gare anglaise de Rexpoëde, sur la commune de West-Cappel.
En août 1917, une batterie anglaise de D.C.A (Défense contre l'aviation) stationne à West-Cappel. Le 19 août 1917, à 22 h 10, le poste d'observation placé dans le clocher de l'église de Rexpoëde a reçu un appel téléphonique du commandement de l'artillerie de l'armée. Ordre lui a été donné de sonner les cloches pour donner l'alarme, un avion allemand étant signalé comme ayant franchi les lignes. La batterie anglaise de D.C.A de West-Cappel a tiré plusieurs salves. Il n'y a pas eu de dégât. Le lendemain, une bombe a été retrouvée non explosée à Bambecque.
En août 1917, un maréchal des logis chef, d'un régiment d'artillerie cantonné à West-Cappel, Gillmann Louis, a été retrouvé mort dans un champ près de Warhem. Il tenait dans sa main droite un révolver d'ordonnance. Il s'est suicidé en se tirant deux balles dans la tête. La gendarmerie a établi un rapport et remis les papiers trouvés sur lui à la batterie à laquelle il appartenait. L'inhumation a eu lieu à Warhem le 22 août 1917.
En novembre-décembre 1917, une vingtaine de personnes de la  Croix-Rouge anglaise stationnent sur West-Cappel.
Les 6 et 7 octobre 1919, des troupes sont venues cantonner à Rexpoede et environs : Hondschoote, Warhem, West-Cappel, pendant environ une semaine puis ont gagné d'autres lieux, essentiellement en Belgique.

### Seconde guerre mondiale
Au début de la Seconde Guerre mondiale, des combats d'arrière-garde y ont lieu en mai 1940 (dans le cadre de l'opération Dynamo , c'est-à-dire l'évacuation des troupes anglaises et d'une partie des troupes françaises et belges enfermées dans la poche de Dunkerque, soit plus de 300 000 soldats alliés).

## Politique et administration

### Rattachements administratifs et électoraux
La commune se trouve depuis 1903 dans l'arrondissement de Dunkerque du département du Nord. Pour l'élection des députés, elle fait partie depuis 1988 de la quatorzième circonscription du Nord.
Elle faisait partie depuis 1793 du canton de Bergues. Dans le cadre du redécoupage cantonal de 2014 en France, la commune a intégré le canton de Wormhout.

### Intercommunalité
La commune était membre de la communauté de communes du canton de Bergues, créée fin 1992.
Dans le cadre de la mise en œuvre de la réforme des collectivités territoriales françaises (2008-2012), celle-ci fusionne avec ses voisines pour former, le 31 décembre 2013, la Communauté de communes des Hauts de Flandre, dont West-Cappel est désormais membre.

### Liste des maires
Maire en 1802-1803 : Ign. Verhille.
Maire en 1854 : M. Duwel
Maire en 1883 et de 1887 à 1914 : M. Chocqueel,.
Maire de 1922 à 1930 : H. Vanbockstaël.

Maire de 1930 à 1939 : Chocqueel.
| Période                                  | Période  | Identité                                       | Étiquette | Qualité |
| ---------------------------------------- | -------- | ---------------------------------------------- | --------- | --- |
| Les données manquantes sont à compléter. |          |                                                |           | |
| 1941                                     | 1963     | Jean Vandaele                                  | CNIP      | Sénateur du Nord (1951 → 1958). |
| 1963                                     | 1977     | Louis Pinseel                                  | SE        | Agriculteur. |
| 1977                                     | En cours | André Figoureux Réélu pour le mandat 2020-2026 | DVD       | Conseiller général de Bergues (2011 → 2015), Président de la CC du canton de Bergues (2001 → 2013) Président de la CC des Hauts de Flandre (2014 → ), Conseiller régional des Hauts-de-France (2016 → ) Réélu pour le mandat 2014-2020. |

## Population et société

### Démographie

#### Évolution démographique
L'évolution du nombre d'habitants est connue à travers les recensements de la population effectués dans la commune depuis 1793. Pour les communes de moins de 10 000 habitants, une enquête de recensement portant sur toute la population est réalisée tous les cinq ans, les populations de référence des années intermédiaires étant quant à elles estimées par interpolation ou extrapolation. Pour la commune, le premier recensement exhaustif entrant dans le cadre du nouveau dispositif a été réalisé en 2007.

En 2022, la commune comptait 640 habitants, en évolution de +5,61 % par rapport à 2016 (Nord : +0,51 %, France hors Mayotte : +2,11 %).
| 1793 | 1800 | 1806 | 1821 | 1831 | 1836 | 1841  | 1846 | 1851 |
| ---- | ---- | ---- | ---- | ---- | ---- | ----- | ---- | ---- |
| 931  | 808  | 923  | 975  | 947  | 884  | 1 006 | 962  | 923  |

| 1856 | 1861 | 1866 | 1872 | 1876 | 1881 | 1886 | 1891 | 1896 |
| ---- | ---- | ---- | ---- | ---- | ---- | ---- | ---- | ---- |
| 838  | 774  | 749  | 818  | 882  | 866  | 840  | 777  | 700  |

| 1901 | 1906 | 1911 | 1921 | 1926 | 1931 | 1936 | 1946 | 1954 |
| ---- | ---- | ---- | ---- | ---- | ---- | ---- | ---- | ---- |
| 680  | 680  | 664  | 631  | 565  | 559  | 550  | 577  | 509  |

| 1962 | 1968 | 1975 | 1982 | 1990 | 1999 | 2006 | 2007 | 2012 |
| ---- | ---- | ---- | ---- | ---- | ---- | ---- | ---- | ---- |
| 508  | 453  | 453  | 433  | 497  | 526  | 566  | 572  | 570  |

| 2017 | 2022 | - | - | - | - | - | - | - |
| ---- | ---- | - | - | - | - | - | - | - |
| 628  | 640  | - | - | - | - | - | - | - |

#### Pyramide des âges
La population de la commune est relativement jeune.
En 2018, le taux de personnes d'un âge inférieur à 30 ans s'élève à 39,2 %, soit en dessous de la moyenne départementale (39,5 %). À l'inverse, le taux de personnes d'âge supérieur à 60 ans est de 17,0 % la même année, alors qu'il est de 22,5 % au niveau départemental.
En 2018, la commune comptait 343 hommes pour 296 femmes, soit un taux de 53,68 % d'hommes, largement supérieur au taux départemental (48,23 %).
Les pyramides des âges de la commune et du département s'établissent comme suit.
| Hommes | Classe d’âge | Femmes |
| ------ | ------------ | ------ |
| 0,0    | 90 ou +      | 0,4    |
| 2,7    | 75-89 ans    | 4,2    |
| 13,3   | 60-74 ans    | 13,6   |
| 22,4   | 45-59 ans    | 24,9   |
| 21,0   | 30-44 ans    | 19,5   |
| 20,2   | 15-29 ans    | 16,8   |
| 20,5   | 0-14 ans     | 20,7   |

| Hommes | Classe d’âge | Femmes |
| ------ | ------------ | ------ |
| 0,5    | 90 ou +      | 1,4    |
| 5,3    | 75-89 ans    | 8,1    |
| 14,8   | 60-74 ans    | 16,2   |
| 19,1   | 45-59 ans    | 18,4   |
| 19,5   | 30-44 ans    | 18,7   |
| 20,7   | 15-29 ans    | 19,1   |
| 20,2   | 0-14 ans     | 18     |

## Culture locale et patrimoine

### Lieux et monuments
- Château de la Briarde, 100 rue Jean-Chocqueel : en briques de sable jaune, il est entouré de douves. Le château existait déjà au XIVe ; il fut fortifié au XVIe, pratiquement rebâti au XVIIIe et fortement remanié au XIXe[49]. Élégant, habité et bien entretenu, il présente un joli exemple de manoir flamand dans un vaste parc[50] qui lui donne un aspect romantique.
- Mairie, construite sur les plans d'Adolphe Van Moë  en 1894, ancien presbytère[51]
- West-Cappel Churchyard Cemetery.
- Église Saint Sylvestre, classée monument historique[52], classique de style flamand, datée du XVIe siècle. 
C'est une église-halle ou « hallekerque » (Église dont la nef centrale et les nefs collatérales sont de hauteur égale et communiquent entre elles sur toute cette hauteur). Construite en briques de sable, on y pénètre par une tour-clocher sobre et puissante. Epargnée par les destructions, elle bénéficie d'une rare unité et d'une atmosphère lumineuse. Elle contient de nombreuses curiosités qui justifient une visite. On peut citer plus particulièrement :
  - L'orgue de 1683. Œuvre de Jan van Belle, facteur d'orgues à Ypres, il a conservé la plus grande partie de sa tuyauterie d'origine. Il est donc considéré comme l'un des plus anciens d'Europe. Il compte près de 1000 tuyaux, a un seul clavier mais pas de pédalier. Il a été restauré en 1984. Il n'a été transféré à West Cappel qu'en 1855[réf. nécessaire].
Le buffet d'orgue de François Debos et Armand Cauzy de 1825 est à 3 tourelles ; la tribune, des mêmes artistes, de plan chantourné, est supportée par 2 colonnes. Tous les éléments du décor sculpté sont dorés[53]
  - Vitraux. Fait rare dans la région, il subsiste des fragments de vitraux du début du XVIe siècle. À cette époque les maîtres verriers adoptent une nouvelle technique. Ils remplacent le verre teinté dans la masse par l'application de couleurs sur du verre incolore ce qui apporte souplesse et virtuosité. Le plus intéressant et mieux conservé est celui de l'Annonciation (1532). Cet ensemble de verrières était estimé par Sandérus (1641/47) comme l'un des plus beaux des Pays-Bas. Mêmes incomplètes, elles constituent un témoignage irremplaçable de l'art du vitrail à cette époque dans le Nord. C'est à ce titre qu'elles furent classées monument historique dès 1906, déposées en 1939 pour éviter leur destruction, et après diverses localisations (donc celle du musée de l'Art moderne à Paris) reposées en 1962.
  - Autel retable de sainte Anne, de la fin du XVIIIIe siècle[54],[55],[56].
  - Tombeau et pierres tombales[57],[58]. Le gisant de Ludwine van Cappel (1420 - MH), fille de Robert de Cappel, (Seigneurs de Capple), est particulièrement intéressant[59]. D'esprit médiéval, la figure de marbre blanc du gisant se détache de l'ensemble du monument en marbre noir de Tournai. La pierre tombale d'Henri de Warhem (1484), chapelain de l'église de West Cappel, se présente sous la forme d'une dalle gravée de la silhouette du défunt[60].
  - Buste reliquaire de Saint Sylvestre (XVIIIe siècle)[61]. Les reliques du pape (270-335) et patron de l'église y sont conservées sous le buste-procession du saint (Saint Sylvestre était le pape du premier concile de Nicée : ce fut le premier concile œcuménique au cours duquel fut fixée la confession de foi dont résulte le « Credo » actuel. On célèbre la fête de St Sylvestre le 31 décembre...).
  - Boiseries et  lambris[62],[63],[64],[65],[66],[67],[68],[69],[70] : 
On peut noter plus particulièrement les autels à retable au nord et au sud (MH). Ils sont consacrés à la Vierge et à la Sainte Famille. Le banc de communion est un des plus beaux de Flandre. Il est décoré de petits anges en ronde bosse portant les emblèmes eucharistiques et symbolisant les vertes théologales (foi, espérance et charité). Il traite aussi de sujets bibliques. La chaire de vérité (1641) est sobrement décorée de têtes et d'arabesques[71]. Son décor compartimenté se retrouve dans les confessionnaux. Les statues du Christ souffrant et de la Vierge de douleur, en chêne, datent de la fin du XVIIIe siècle[72].
  - Vêtements  (chasuble, dalmatique de 1626)[73] et mobilier liturgiques.

Une promenade dans les rues du village permet d'admirer notamment la sacristie octogonale couverte d'une toiture en ardoise en forme de bulbe, l'entrée de l'ancien presbytère (1779) près de la mairie actuelle, l'école de 1876-1879 construite sur les plans de Charles Outers, mais aussi des maisons flamandes typiques en brique. Elles sont en général à un seul niveau, l'ensemble étant flanqué de deux hauts pignons, le tout recouvert d'un large toit de tuiles souvent équipé d'un léger auvent pour mieux protéger la construction des intempéries. Les plus anciennes ont parfois des pignons ornés d'imbrications runiques (motifs géométriques s'inspirant de l'ancien alphabet runique). On peut ainsi noter : 
- Ferme à Cluithouck (CD 4) de 1874-1878[76] ;
- Fermes à Rattekoot (CR 1) de 1847, 1860 et 1873[77] et 1880 ; 1913 ; 1929[78] ;
- Maison à Hofsteede Gruson (CR 2) rebâtie en 1902 après incendie[79] ;
- Ferme à Taxe (CR 2) de 1833 ; 1868 ; 1872 ; 1883 ; 1929[80] ;
- Maison, contours de l'église, de 1878[81] ;

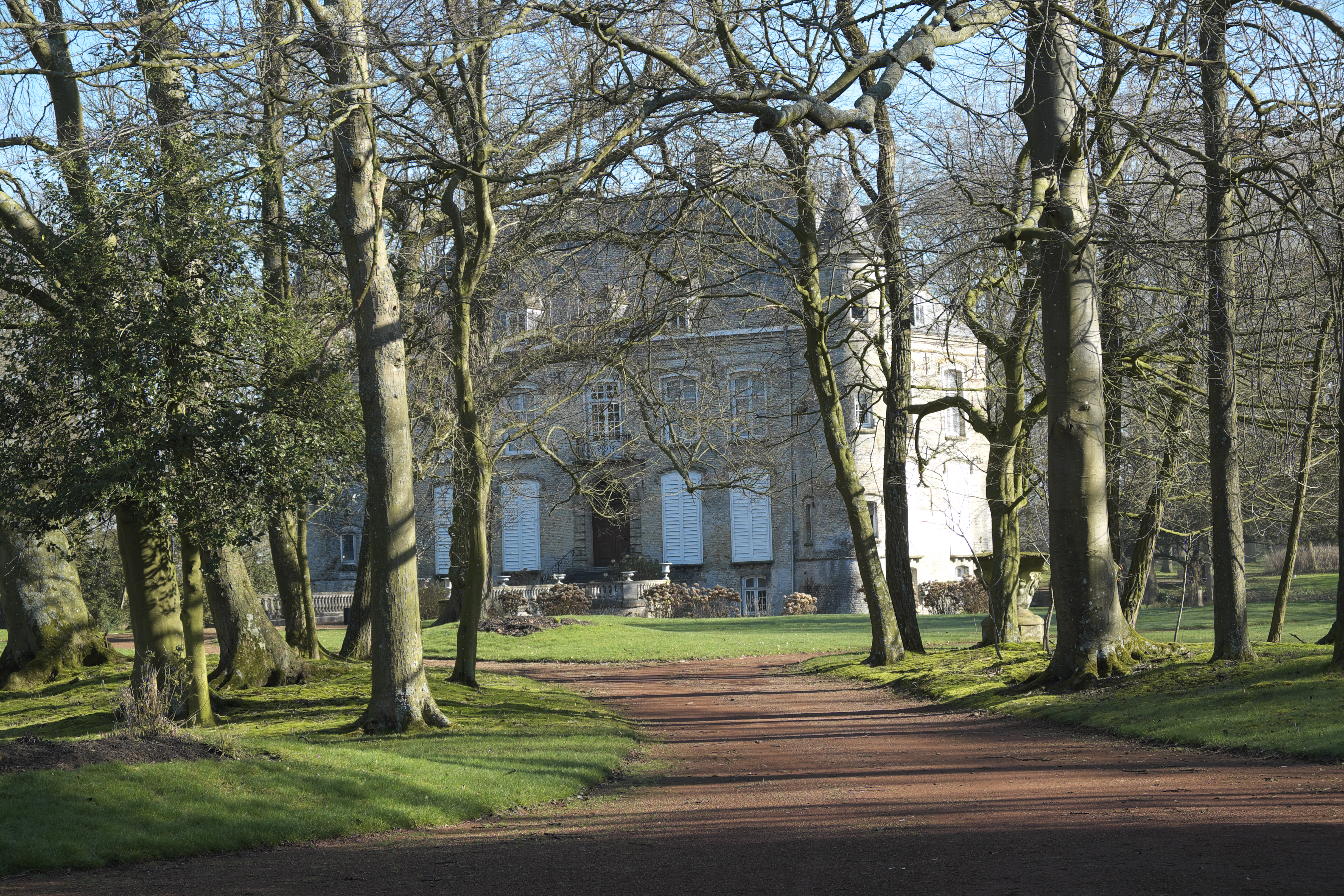
Château de la Briarde
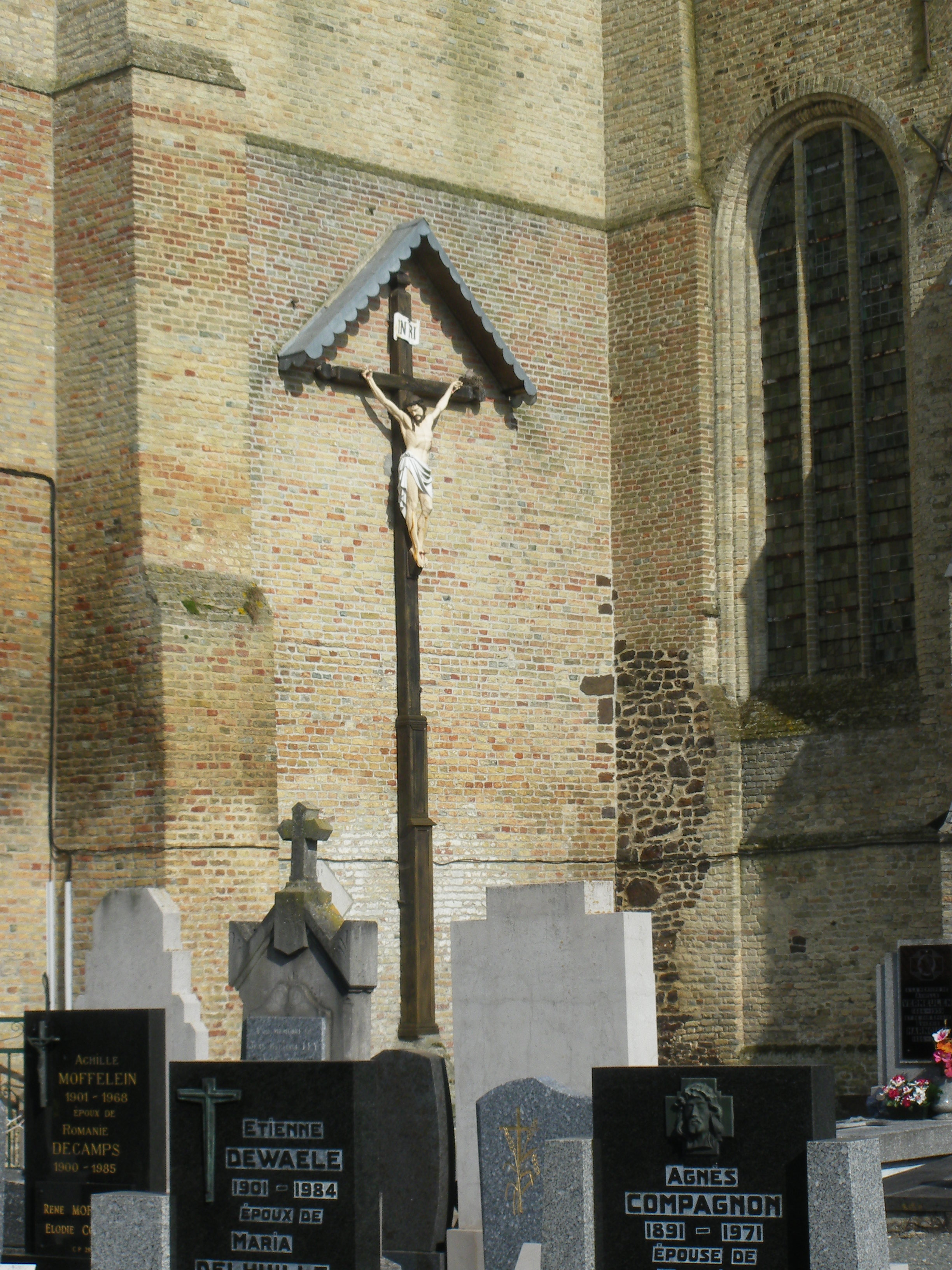
Calvaire de l'église
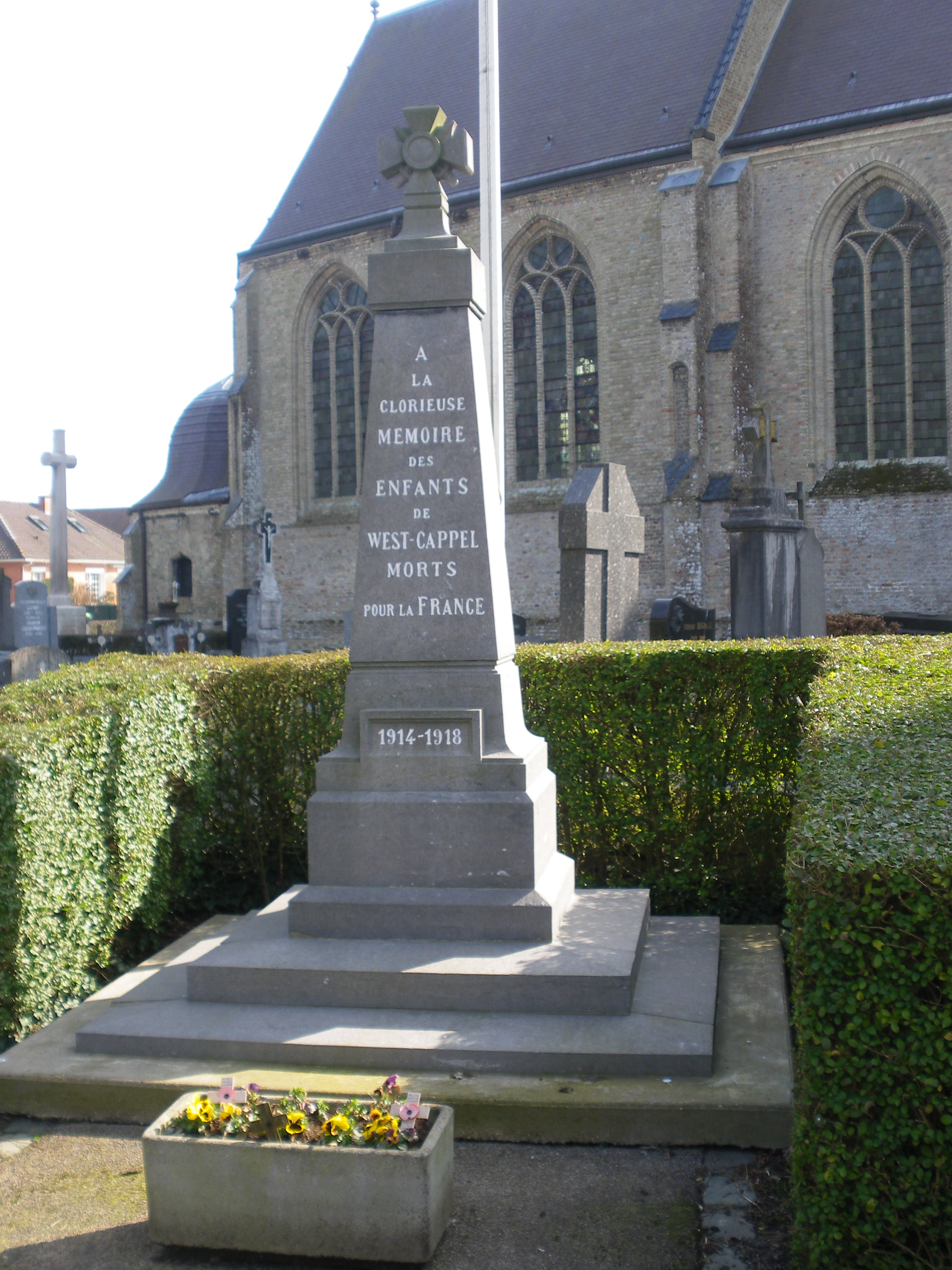
Monument aux morts

### Personnalités liées à la commune
- Matthieu Gallenus[82] (1528-1573), né à West-Cappel, docteur en théologie et professeur à l'université de Douai.

### Héraldique
| Blason de West-Cappel | Blason  | D'argent à la bande fuselée de gueules. |
| Blason de West-Cappel | Détails |                                         |

## Pour approfondir